# Baye Diawara
Pour les articles homonymes, voir Diawara.
Baye Diawara est un judoka Franco-Sénégalais, né le 17 janvier 1979. Il a été formé aux Arts Martiaux d'Asnières puis au Pôle France de Poitiers avant d'intégrer l'INSEP au début des années 2000.
Il a obtenu la médaille d'argent aux championnats d'Afrique 2005 à Port Elizabeth en battant en demi-finale l'Algérien Abderrahmane Benamadi qui deviendra vice-champion du monde au Caire quelques semaines plus tard.

## Palmarès

### Individuel
| Année | Compétition            | Lieu           | Résultat | Catégorie |
| ----- | ---------------------- | -------------- | -------- | --------- |
| 2005  | Championnats d'Afrique | Port Elizabeth | 2e       | - 81 kg   |
| 2006  | Championnats d'Afrique | Port Louis     | 3e       | - 81 kg   |
| 2011  | Championnats d'Afrique | Dakar          | 5e       | - 81 kg   |
| 2011  | Jeux Africains         | Maputo         | 5e       | - 81 kg   |

### Par équipes
| Année | Compétition            | Lieu   | Résultat | Catégorie |
| ----- | ---------------------- | ------ | -------- | --------- |
| 2005  | Championnats de France | Metz   | 1er      | - 81 kg   |
| 2012  | Championnats d'Afrique | Agadir | 3e       | - 81 kg   |